# 克尔勒
克尔勒（德語：Körle）是德国黑森州的一个市镇。总面积17.51平方公里，总人口2863人，其中男性1431人，女性1432人（2011年12月31日），人口密度164人/平方公里。